# Forge de Demeurs
La forge de Demeurs se trouve à Urzy dans la Nièvre, en France.

## Historique
Fondée en 1509, elle est acquise par Pierre Babaud de la Chaussade en 1752 et intégrée dans son empire métallurgique.
Revendue dans les années 1780 au roi, elle est confisquée sous la Révolution pour les besoins de la Marine.
La forge produisait 1 200 tonnes de gros fers par an en 1869.
Aliénée du domaine de l'État en 1874, elle est acquise par les frères Lambiotte en 1890 pour y installer une usine de distillation du bois.
Elle fait l'objet d'une inscription à l'inventaire des monuments historiques.